# Ellatodon blanchardi
Ellatodon blanchardi är en insektsart som först beskrevs av Brongniart 1890.  Ellatodon blanchardi ingår i släktet Ellatodon och familjen vårtbitare. Inga underarter finns listade i Catalogue of Life.